# نلیگ (نبراسکا)
نلیگ(به انگلیسی: Neligh) شهری در ایالت نبراسکا کشور ایالات متحده آمریکا است که جمعیت آن در سرشماری سال ۲۰۱۰ میلادی، ۱٬۵۹۹ نفر بوده‌است.